# Чеченов, Хусейн Джабраилович
Хусейн Джабраилович Чеченов (род. 22 февраля 1942, Кёнделен, Кабардино-Балкарская АССР) — российский государственный деятель.

## Биография
В 1969 году окончил Московский авиационный институт.
В 1974—1997 годах — ассистент кафедры электротехники, старший преподаватель, доцент, заведующий кафедрой деталей машин, проректор по научно-исследовательской работе Кабардино-Балкарского государственного университета. Доктор технических наук, профессор. Член-корреспондент Академии технологических наук РСФСР. Действительный член Международной академии творчества. Академик Академии промышленной экологии. Академик Международной академии информатизации.
В 1997 году назначен председателем правительства Кабардино-Балкарской Республики.
В 2004—2010 годах — член Совета Федерации РФ от исполнительного органа Кабардино-Балкарской Республики, с января 2008 года — председатель Комитета Совета Федерации по образованию и науке.
Избирался депутатом Совета Представителей Парламента Кабардино-Балкарской Республики.
Женат, трое детей.

## Награды
- Медаль «Данк» (22 июля 1999 года, Кыргызстан) — за большие заслуги в развитии дружественных отношений между Кыргызской Республикой и Кабардино-Балкарской Республикой[1].
- Орден «За заслуги перед Кабардино-Балкарской Республикой» — за большой вклад в социально-экономическое развитие Кабардино-Балкарии и многолетний плодотворный труд[2][3].
- Юбилейная медаль «300 лет Российскому флоту».
- Премия Правительства РФ в области образования.
- Заслуженный деятель науки Кабардино-Балкарской Республики.